# Eva Mahn
Eva Mahn (* 11. Januar 1947 in Aschersleben) ist eine deutsche Kunstwissenschaftlerin, Hochschullehrerin und Fotografin.

## Leben
1964 absolvierte sie ihr Abitur an der Erweiterten Oberschule (EOS) „Thomas Müntzer“ Aschersleben und schloss gleichzeitig ihre Ausbildung zur Schlosserin im Volkseigenen Betrieb (VEB) WEMA und ABUS Aschersleben mit dem Facharbeiterbrief ab. Noch während eines Studiums der Kunstgeschichte, Geschichte und Kunsterziehung in Greifswald und Leipzig (1965–1970) heiratete Mahn und übersiedelte von Greifswald nach Leipzig.
1972 erfolgte die Trennung von ihrem Ehemann und zwei Jahre später die Übersiedlung von Leipzig nach Halle. 1977 wurde ihre Tochter geboren.

### Akademische Berufslaufbahn
Von 1970 bis 1972  war Eva Mahn wissenschaftliche Mitarbeiterin und von 1972 bis 1996 auch Wissenschaftliche Assistentin an der Kunsthochschule Burg Giebichenstein in Halle (Saale) im Fachbereich Kunst. Als Kunstwissenschaftlerin war sie in Forschung, Lehre und Publizistik aktiv, etwa als Jurorin, Ausstellungskuratorin und wissenschaftliche Begleiterin von Symposien in den Bereichen Kunsthandwerk, Design, baubezogene Kunst und Architektur des 19./20. Jahrhunderts. Bis 1990 war sie Mitglied des Verband Bildender Künstler der DDR und unter anderem auf der X. Kunstausstellung der DDR 1987|1988 in Dresden vertreten.
1991 erfolgte die Promotion zum Dr. phil. an der Universität Leipzig mit ihrer Veröffentlichung zur „Deutschen Glasmalerei der Romantik 1790-1850“. Von 1992 bis 1996 war Eva Mahn Leiterin der Sammlung für Kunst und Design an der Burg-Giebichenstein-Hochschule für Kunst und Design Halle. Seit 1996 ist sie dort auch künstlerisch-wissenschaftliche Mitarbeiterin im Fachbereich Kunst, speziell für Grundlagen-Fotografie. Ihre Lehrtätigkeit beendete sie im Jahre 2011.

### Tätigkeiten und Veröffentlichungen
Von 1969 bis 1977 arbeitete Eva Mahn nebenberuflich als Model für die Modezeitschriften „Sybille“ (Berlin), „Saison“ und „Modische Maschen“ (Leipzig). Zwei Jahre von 1973 bis 1975 assistierte sie dem Modefotografen Günter Rössler in Leipzig und beschäftigte sich intensiv mit der Schwarz-Weiß-Fotografie. Es folgten
- 1977–1984 Bildbeiträge für „Das Magazin“ (Berlin)
- Seit 1978 Publikation fotografischer Arbeiten in Ausstellungen, Katalogen und Büchern, sowie Auftragsarbeiten für Theater, Zeitschriften und Künstler-Kataloge.
- 1980–1986 vorwiegend erotische Fotografien
- 1989/90 sozialkritische Porträts und Arbeiten zur Stadt Halle
- 1991–1993 Projekt „Aufbruch in die Freiheit“ über Jugendliche in Ostdeutschland (Bilder und Interviews)
- 1994 Projekt „Grenzgänger“ über das Künstlerdorf und Ostsee-Bad Ahrenshoop (Bilder und Interviews).
- 2000–2002 Projekt „Heilige Familie“, zweite Etappe der Arbeit über Jugendliche in Ostdeutschland (Bilder und Interviews)
- 2005–2006 Projekt „Männer“ über prominente, in Halle (Saale) tätige Männer aus Ost und West
- 2012 Ausstellung „Halle und der Rest der Welt“, Fotos aus den letzten 15 Jahren der DDR[2]

Von 1994 bis 1997 war sie Jurymitglied beim Deutschen Jugendfotopreis und beim Kodak-Nachwuchs-Förderpreis für junge Fotografen. Seit 1995 unterrichtet sie Grundlagen der Fotografie im Fachbereich Kunst der Burg-Giebichenstein-Hochschule für Kunst und Design Halle.
Ihre Berufung in die Deutsche Gesellschaft für Photographie (DGPh) erfolgte 1996, wo sie 1998 bis 2000 auch Vorstandsmitglied war.
1998 erfolgte Eva Mahns Berufung in die Deutsche Fotografische Akademie (DFA), wo sie seit 2001 Vizepräsidentin ist. Im Jahre 2000 war sie Koordinatorin für das Symposium und Ausstellungsprogramm der DGPh „Fotografie an der Schwelle zum neuen Jahrtausend“ in Halle (Saale). Seit 2001 veranstaltet sie Jahresausstellungen ihrer Studenten in leer stehenden Denkmalobjekten der Stadt Halle,  2001 black hole im Bunker unter dem Universitätsplatz, in Zusammenarbeit mit den Franckeschen Stiftungen im Rahmen des Themenjahres „Aufklärung durch Bildung“ 2004  musée de la lumiére in der Neuen Residenz und 2005 im Rahmen des Themenjahres „Familie und Gemeinschaft“ im Friedemann-Bach-Haus das Projekt „beziehungs-waise“.

## Publikationen
- Hannes H. Wagner (= Maler und Werk). Verlag der Kunst, Dresden 1982.
- Bildteppiche in der Kunst der DDR (= Seemann Kunstmappe). A. E. Seemann, Leipzig 1984.
- Bilder 1982–1989. Nichts ist mehr wie es war. Edition Braus, Heidelberg 1992, ISBN 3-89466-022-8.
- Paradies: Rot. Hasenverlag, Halle 2015, ISBN 978-3-945377-11-6.